# Guy Lengagne
Guy Lengagne, né le 11 juillet 1933 à Boulogne-sur-Mer (Pas-de-Calais), est un homme politique français.

## Parcours politique

### Débuts en politique
Guy Lengagne est élu député pour la première fois en 1981, devançant le député communiste sortant Jean Bardol, il siège à la commission des finances. Il est nommé rapporteur du budget du logement

### Engagement pour la mer et le littoral
Il est également élu président du Conservatoire du littoral et des rivages lacustres.
En 1983 il entre dans le gouvernement de Pierre Mauroy comme secrétaire d'État chargé de la Mer. Il est responsable de la totalité des questions maritimes y compris la construction navale et il doit faire face aux difficultés que rencontrent les chantiers concurrencés par les pays asiatiques,.
En 1985, après le départ des ministres communistes du gouvernement, Guy Lengagne est reconduit à son poste dans le gouvernement de Laurent Fabius[réf. souhaitée].
En 1986, il est réélu député dans les scrutins de liste départementaux ; En 1988 réélu au scrutin majoritaire dans la cinquième circonscription du Pas-de-Calais (Boulogne-sud), il est membre de la commission des finances et de la délégation pour l'union européenne. Il est de nouveau élu à la tête du Conservatoire du Littoral[réf. souhaitée].

#### Ifremer et Loi Littoral
Durant son passage au gouvernement, un certain nombre de décisions sont prises à son initiative. Parmi les plus marquantes[pourquoi ?], la création de l'Ifremer, en collaboration avec Hubert Curien, ministre de la Recherche, ou encore le vote de la "Loi Littoral" qu'il a fait adopter à l'unanimité par l'Assemblée Nationale et le Sénat à la fin 1985, loi promulguée le 3 janvier 1986.
Son attachement à la loi « Littoral » le fait revenir au cœur des discussions lorsque le gouvernement envisage de modifier cette loi au début du premier quinquennat d'Emmanuel Macron. Guy Lengagne craint un « détricotage » de la loi en cas de modification du texte.

### Revers politiques en chaîne et exclusion du Parti Socialiste
Battu aux législatives en 1993, après une autre défaite aux municipales de 1989, l'homme politique connaît une période creuse. C'est durant cette période que Frédéric Cuvillier s'affirme comme un soutien important de Lengagne. En 2007, Guy Lengagne soutiendra Frédéric Cuvillier à sa propre succession aux législatives.
En 1995, il est exclu du Parti socialiste pour avoir présenté une liste dissidente, et entretient des liens conflictuels avec les ténors locaux du parti.
Au bout de huit années sans mandat électoral, il est élu en 1997 cette fois sous l'étiquette « divers gauche » et devient membre du groupe RCV qui regroupe les radicaux de gauche avec Michel Crépeau, les membres du parti de Jean-Pierre Chevènement, les Verts et quelques divers gauches.
Au Conseil de l'Europe, il présente notamment en 2005 un rapport sur la diminution du nombre d'étudiants dans les disciplines scientifiques dans les 47 pays du Conseil de l'Europe et en 2007 un autre rapport sur "les dangers du créationnisme dans l’Éducation". Ce rapport est à l'origine d'une vive polémique car dans un premier temps, à la suite d'un amendement l'Assemblée plénière du Conseil avait refusé d'en discuter. Ce rapport avait fini par être voté en septembre 2007 présenté par la députée luxembourgeoise Anne Brasseur car Guy Lengagne à cette époque ne s'étant plus présenté aux législatives n'était plus membre du Conseil de l'Europe.

### Institut géographique national (IGN)
En 1984, il est nommé par Michel Rocard, président de la Commission nationale d'information géographique, et rédige un rapport sur l'information géographique,.

### Fin de carrière
En 2007, désigné par le parti socialiste pour être de nouveau candidat aux législatives, il renonce au dernier moment pour permettre à son successeur à la mairie, Frédéric Cuvillier, de se présenter.
En 2008, il abandonne tous ses mandats électifs mais garde le poste de Président Directeur Général (bénévole) du Centre National de la Mer, "Nausicaa”, qu'il avait créé dans les années 1980.

## Situation personnelle

### Enfance et études
Guy Lengagne est un professeur agrégé de mathématiques.

### Faits divers
En 1984, le fils de Guy Lengagne, Gilles, décède lors d'une randonnée en Ariège à l'âge de 16 ans.
En 2018, Guy Lengagne et son épouse sont à bord d'un véhicule qui percute le mur d'une maison. Les trois occupants du véhicule sont transportés à l'hôpital de Boulogne-sur-Mer. L'épouse de Guy Lengagne est gravement touchée.

## Décorations
- Commandeur de l'ordre du Mérite maritime[20]